# Cymatura
Cymatura es un género de escarabajos longicornios de la tribu Xylorhizini.

## Especies
- Cymatura albomaculata Breuning, 1950
- Cymatura bifasciata Gerstaecker, 1855
- Cymatura bifasciata reducta Breuning, 1950
- Cymatura bifasciata uluguruensis Breuning, 1968
- Cymatura bizonata Quedenfeldt, 1881
- Cymatura brittoni Franz, 1954
- Cymatura fasciata (Guérin-Méneville, 1849)
- Cymatura holonigra Breuning, 1954
- Cymatura holonigra longipilis Teocchi, 1990
- Cymatura itzingeri Breuning, 1935
- Cymatura mabokensis Breuning & Téocchi, 1973
- Cymatura manowi Franz, 1954
- Cymatura mechowi Quedenfeldt, 1881
- Cymatura mucorea Fairmaire, 1887
- Cymatura nigra Franz, 1954
- Cymatura nyassica Breuning, 1935
- Cymatura nyassica rhodesica Breuning, 1964
- Cymatura orientalis (Breuning, 1968)
- Cymatura spumans (Guérin-Méneville, 1847)
- Cymatura strandi Breuning, 1935
- Cymatura tarsalis Aurivillius, 1914
- Cymatura wallabergeri Adlbauer, 1994